# Los Desposados
Los Desposados är en ort i Mexiko.   Den ligger i kommunen Cutzamala de Pinzón och delstaten Guerrero, i den södra delen av landet, 180 km sydväst om huvudstaden Mexico City. Los Desposados ligger 350 meter över havet och antalet invånare är 153.
Terrängen runt Los Desposados är varierad. Runt Los Desposados är det ganska tätbefolkat, med 60 invånare per kvadratkilometer. Närmaste större samhälle är Cutzamala de Pinzón, 17,6 km söder om Los Desposados. I omgivningarna runt Los Desposados växer huvudsakligen savannskog.